# 豫园站
豫园站位于中华人民共和国上海市黄浦区老北门，河南南路与人民路交叉口附近，是上海地铁10号线与14号线的地铁换乘站。其中10号线于2010年4月10日启用，14号线部分于2021年12月30日启用。本站14号线部分是该线路的特色车站，开挖深度36米，开通时是上海最深的地鐵站（若计入市域铁路网络，则目前最深车站是44米深的市域机场线景洪路站）。

## 车站结构

### 车站楼层
| 地面层   | 出入口             | 1、3-7出入口                            |  |  |
| 地下一层 | 10号线站厅         | 票务服务、自动售票机、人工服务台        |  |  |
| 地下二层 | 10号线设备层       | 10号线车站设备                          |  |  |
|          | 14号线站厅         | 票务服务、自动售票机、人工服务台        |  |  |
| 地下三层 | 14号线设备层       | 14号线车站设备                          |  |  |
|          |                    | █ 10号线 往虹桥火车站或航中路（老西门） |  |  |
|          | 岛式站台，左侧开门 |                                         |  |  |
|          |                    | █ 10号线 往基隆路（南京东路）           |  |  |
| 地下四层 |                    | █ 14号线 往封浜（大世界）               |  |  |
|          | 岛式站台，左侧开门 |                                         |  |  |
|          |                    | █ 14号线 往桂桥路（陆家嘴）             |  |  |

## 车站出口
豫园站目前开放6个出入口，其中1、3-4号口连通10号线站厅，5-7号口连通14号线站厅。3A出口原名3号口，因配合加装电扶梯工程，于2025年7月26日起暂时关闭，3B出口同步启用。各出入口如下所示：
| 出口编号            | 出口指示                 | 照片            |
| 连通 10号线站厅     | 连通 10号线站厅          | 连通 10号线站厅 |
| ------------------- | ------------------------ | --------------- |
| 1 · 出口 · （设有） | 河南南路，人民路，豫园   |                 |
| 3 · B · 出口        | 河南南路，福佑路，大境路 |                 |
| 4 · 出口            | 河南南路，人民路，豫园   |                 |
| 连通 14号线站厅     |                          |                 |
| 5 · 出口 · （设有） | 人民路，紫金路，河南南路 |                 |
| 6 · 出口            | 人民路，江西南路         |                 |
| 7 · 出口 · （设有） | 人民路，四川南路，豫园   |                 |
| 图例： 设有         |                          |                 |

## 周邊
- 老北门
- 新北门
- 豫园
- 古城公园
- 十六铺

## 图集
- 10号线站台
- 10号线站厅
- 14号线站厅
- 14号线站台
- 换乘通道公共艺术作品《游园溢彩》